# Connecticut Open 2016
Connecticut Open 2016 (також відомий під назвою Connecticut Open 2016 presented by United Technologies за назвою спонсора) — тенісний турнір, що проходив на відкритих кортах з твердим покриттям. Це був 48-й за ліком Connecticut Open. Належав до серії Premier у рамках Туру WTA 2016. Відбувся в Cullman-Heyman Tennis Center у Нью-Гейвені (США). Тривав з 21 до 27 серпня 2016 рок. 

## Очки і призові

### Нарахування очок
| Дисципліна       | П   | Ф   | ПФ  | ЧФ  | 1/8 | 1/16 | Q   | Q3  | Q2  | Q1  |
| Одиночний розряд | 470 | 305 | 185 | 100 | 55  | 1    | 25  | 18  | 13  | 1   |
| Парний розряд    | 470 | 305 | 185 | 100 | 1   | Н/Д  | Н/Д | Н/Д | Н/Д | Н/Д |

### Призові гроші
| Дисципліна       | П        | F       | ПФ      | ЧФ      | 1/8     | 1/16   | Q3     | Q2     | Q1   |
| Одиночний розряд | $130,300 | $69,380 | $37,020 | $19,885 | $10,665 | $5,820 | $3,045 | $1,620 | $895 |
| Парний розряд    | $40,650  | $21,700 | $11,865 | $6,035  | $3,270  | Н/Д    | Н/Д    | Н/Д    | Н/Д  |

## Одиночний розряд

### Сіяні учасниці
| Країна          | Гравчиня               | Рейтинг* | Сіяна |
| --------------- | ---------------------- | -------- | ----- |
| Польща          | Агнешка Радванська     | 5        | 1     |
| Італія          | Роберта Вінчі          | 8        | 2     |
| США             | Медісон Кіз            | 9        | 3     |
| Росія           | Світлана Кузнецова     | 10       | 4     |
| Велика Британія | Джоанна Конта          | 13       | 5     |
| Чехія           | Петра Квітова          | 14       | 6     |
| Швейцарія       | Тімеа Бачинскі         | 15       | 7     |
| Чехія           | Кароліна Плішкова      | 17       | 8     |
| Росія           | Анастасія Павлюченкова | 18       | 9     |
| Україна         | Еліна Світоліна        | 19       | 10    |
| Чехія           | Барбора Стрицова       | 20       | 11    |

- Рейтинг подано станом на 15 серпня 2016[2]

### Інші учасниці
Нижче подано учасниць, що отримали вайлд-кард на вихід в основну сітку:
- Ежені Бушар
- Агнешка Радванська
- Шелбі Роджерс
- Каролін Возняцкі

Нижче наведено гравчинь, які пробились в основну сітку через стадію кваліфікації:
- Анніка Бек
- Луїза Чиріко
- Ніколь Гіббс
- Ана Конюх
- Марія Саккарі
- Анастасія Севастова

Такі тенісистки потрапили в основну сітку як Щасливі лузери:
- Кейла Дей
- Кірстен Фліпкенс
- Каміла Джорджі
- Анетт Контавейт
- Юганна Ларссон
- Євгенія Родіна

### Відмовились від участі
До початку турніру
- Єлена Янкович → її замінила  Крістіна Младенович
- Медісон Кіз → її замінила  Каміла Джорджі
- Джоанна Конта → її замінила  Анетт Контавейт
- Світлана Кузнецова → її замінила  Юганна Ларссон
- Анастасія Павлюченкова → її замінила  Кейла Дей
- Кароліна Плішкова → її замінила  Кірстен Фліпкенс
- Слоун Стівенс → її замінила  Каролін Гарсія
- Барбора Стрицова → її замінила  Євгенія Родіна

### Знялись
- Анетт Контавейт

## Учасниці основної сітки в парному розряді

### Сіяні пари
| Країна   | Гравчиня                | Країна    | Гравчиня              | Рейтинг* | Сіяна |
| -------- | ----------------------- | --------- | --------------------- | -------- | ----- |
| Угорщина | Тімеа Бабош             | Казахстан | Ярослава Шведова      | 16       | 1     |
| Індія    | Саня Мірза              | Румунія   | Моніка Нікулеску      | 17       | 2     |
| Словенія | Андрея Клепач           | Словенія  | Катарина Среботнік    | 57       | 3     |
| Іспанія  | Анабель Медіна Гаррігес | Іспанія   | Аранча Парра Сантонха | 68       | 4     |

- Рейтинг подано станом на 15 серпня 2016

### Інші учасниці
Нижче наведено пари, які отримали вайлдкард на участь в основній сітці:
- Луїза Чиріко /  Алісон Ріск
- Сє Шувей /  Андреа Петкович
- Клаудія Янс-Ігначик /  Каролін Возняцкі

## Переможниці та фіналістки

### Одиночний розряд
- Агнешка Радванська —  Еліна Світоліна, 6–1, 7–6(7–3)

### Парний розряд
- Саня Мірза /  Моніка Нікулеску —  Катерина Бондаренко /  Чжуан Цзяжун, 7–5, 6–4